# دانيال بالارد
دانيال بالارد (بالإنجليزية: Daniel Ballard)‏ هو لاعب كرة قدم بريطاني، ولد في 22 سبتمبر 1999 في ستيفينيدج ‏ في المملكة المتحدة. لعب مع سويندون تاون ونادي أرسنال.

## وصلات خارجية
- دانيال بالارد على موقع الاتحاد الدولي (مؤرشف)  (الإنجليزية)
- دانيال بالارد على موقع الاتحاد الأوربي (الإنجليزية)
- دانيال بالارد على موقع قاعدة بيانات كرة القدم.إي يو (الإنجليزية)
- دانيال بالارد على موقع ناشيونال فوتبول تيمز (الإنجليزية)
- دانيال بالارد على موقع Soccerbase.com (لاعب) (الإنجليزية)
- دانيال بالارد على موقع Soccerway.com (الإنجليزية)
- دانيال بالارد على موقع عالم كرة القدم.نت (الإنجليزية)